# Les Ogres de Barback
Pour les articles homonymes, voir Ogre (homonymie).
Les Ogres de Barback, souvent dénommés simplement Les Ogres, est un groupe de musique français, formé en 1994. 
A l'origine, le groupe se composait de quatre frères et sœurs, chacun multi-instrumentiste. Depuis 2022, leur plus jeune frère Léo Burguière les a rejoints. Ils ont grandi à Jouy-le-Moutier, dans le Val-d'Oise. D'origine arménienne, ils sont les descendants de rescapés du génocide arménien. 
Dès l'hiver 1998, le groupe, qui est attiré par le théâtre de rue et le monde du cirque, envisage l'achat d'un chapiteau pour pouvoir organiser des tournées avec un maximum d'autonomie. C'est alors qu' est lancé le projet Latcho Drom (du nom du film de Tony Gatlif). Le groupe fait ses débuts en auto-production. C'est au cours de l'année 2000 que le groupe reprend en main la distribution de ses disques.

## Biographie

### Origines et débuts (1994—1997)
Fred, Sam, Alice et Mathilde Burguière sont nés dans une famille de musiciens, leur père ayant été pianiste de concert, notamment avec le groupe Il était une fois à ses débuts. Dès 1992, Sam commence à jouer dans un groupe influencé par des formations telles que Mano Negra et Bérurier noir : « les Minoritaires ». Il est bientôt rejoint par son frère Fred qui prend l'accordéon. En parallèle, les deux frères jouent en duo dans les bars ou le RER. De leur côté, Alice et Mathilde créent aussi des groupes avec lesquels elles jouent dans la rue. En 1994, les quatre frères et sœurs font leurs premières répétitions ensemble avant de donner le premier concert des Ogres de Barback le 17 septembre 1994 à La Dame Bleue, le bar du CAES, un squat de Ris-Orangis.
Les Ogres ont grandi à Jouy-le-Moutier, dans le Val-d'Oise. D'origine arménienne, ils sont les descendants de rescapés du génocide arménien. La famille Burguière compte un cinquième enfant, Léo, né après la création du groupe.
Après le premier concert en septembre 1994, les Ogres de Barback continuent à se produire régulièrement dans des bars, des petites salles et dans la rue. Après trois ans, ils envisagent la sortie d'un album. Ce disque autoproduit, Rue du temps, est financé en partie par une souscription auprès du public et enregistré par François Vacher (qui travaille alors avec le groupe Têtes raides) au studio Ornano à Paris. La pochette est illustrée par Aurélia Grandin qui, par la suite, continuera à travailler avec le groupe . Après avoir vendu les trois mille premiers exemplaires de Rue du temps à la fin des concerts et par dépôt-vente chez les disquaires, le groupe confie la distribution de l'album à Pias. Au total ce premier disque se vend à dix mille exemplaires. Parmi les chansons de ce premier album se trouve la chanson Rue de Paname qui deviendra un des hymnes fédérateurs du public du groupe, et que ce dernier continue d'interpréter sur scène après plus de vingt ans. Le titre apparaît ainsi sur l'album live 20 ans ! sorti en 2015.

### Latcho Drom et Irfan (1998—2002)
Dès l'hiver 1998, le groupe, attiré par le théâtre de rue et le monde du cirque, envisage l'achat d'un chapiteau pour pouvoir organiser des tournées avec un maximum d'autonomie. Pour cel, le projet Latcho Drom (du nom du film de Tony Gatlif) est lancé : organisation d'un concert de soutien au Glazart (avec Les Matchboxx, Bénabar, K2R Riddim ...), création d'une association et achat du premier chapiteau et organisation d'une tournée,.
Un deuxième album, également autoproduit, sort en 1999 : Irfan, le Héros. C'est le dernier album à sortir avant que les Ogres ne montent leur propre structure afin d'assurer la production, puis la distribution de leur musique pour, comme le revendique le groupe : « d'évoluer à [leur] rythme. Rester dans l'artisanat, en somme ».
En 2000, le groupe sort son troisième album, Fausses Notes et Repris de justesse, constitué de deux disques, l’un enregistré en studio et l'autre en public. Pour fêter la sortie de l'album, le groupe organise une tournée dans une dizaine de villes françaises, donnant à chaque étape une série de trois concerts en compagnie d'un groupe différent.
C'est aussi en 2000 que le groupe reprend en main la distribution de ses disques. Ceux-ci sont dans un premier temps distribués par une structure associative gérée par le groupe, avant que le format associatif ne s'avère trop contraignant et que la nécessité de créer un label ne se fasse sentir. C'est ainsi qu'en avril 2001, le label Irfan est finalement lancé.
Le 9 mai 2001, quelques semaines après le lancement du label, sort le premier album diffusé par Irfan : Croc'Noces. En parallèle, le groupe a travaillé sur un projet avec les Hurlements d'Léo qu'il avait rencontrés quelques années plus tôt : Un air, deux familles. Une dizaine de chansons sont créées en commun et une tournée est organisée à travers la France. Puis, à l'initiative des Hurlements d'Léo, les deux groupes envisagent une tournée sous chapiteaux à travers l'Europe. Le financement du projet se fait par la vente d'un album live enregistré sous chapiteaux : Un air, deux familles, écoulé à cinquante mille exemplaires. Entre avril et juin 2002, la tournée passe par la Belgique, l'Allemagne, la Pologne, la Roumanie et la Suisse. Les images tournées à cette occasion donnent lieu à un DVD épuisé depuis, vendu à dix mille copies, sorti en 2003.

### Affirmation de l'indépendance (depuis 2003)

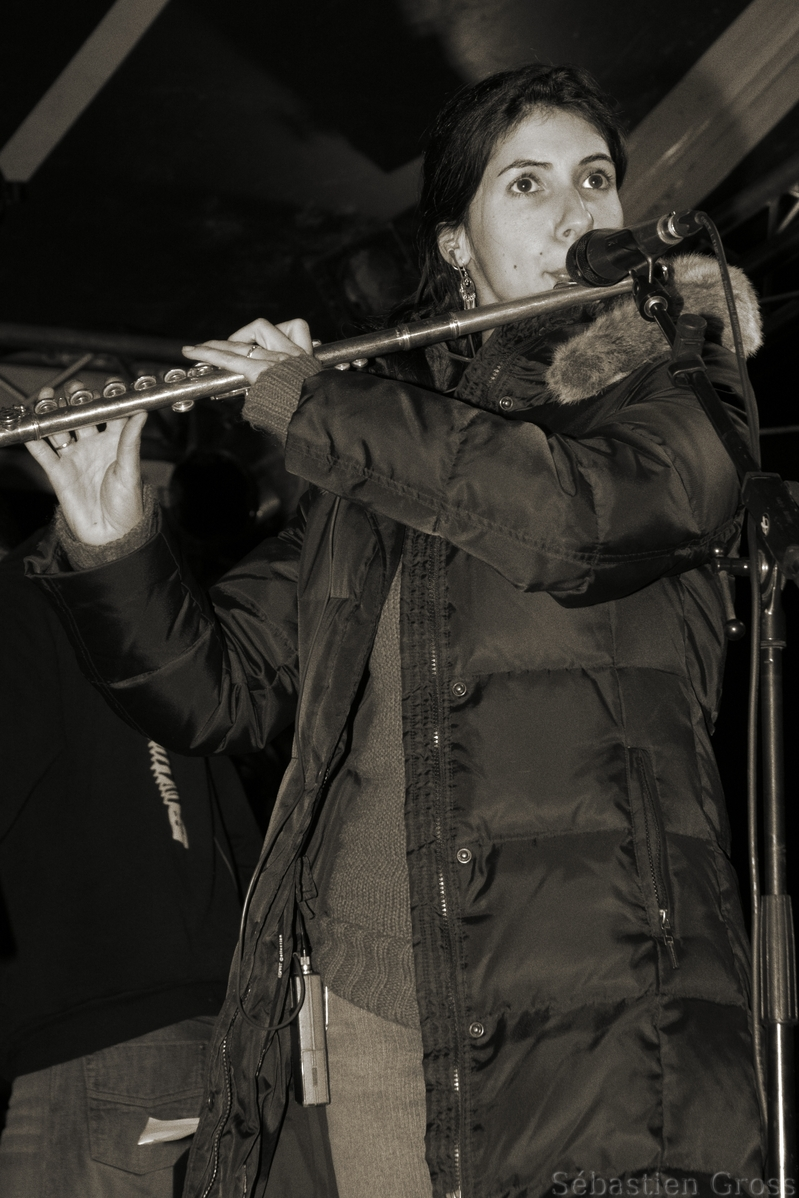
Mathilde Burguière (Les Ogres de Barback) (Aux urnes. Cergy, en 2007.

Après une tournée d'une centaine de concerts en 2010, où ils présentent un spectacle en trois actes, ils publient sur internet plusieurs titres inédits, produits d'une fusion entre leurs chansons et des créations existantes. Ces titres, qui sont téléchargeables gratuitement, sont regroupés sous le nom de Stéréo pirate. Le projet donne lieu à la sortie d'un vinyle commercialisé en 2011. Les titres des Ogres y sont mixés avec des compositions de Noir Désir, Mano Negra, Suprême NTM et The Specials.
En 2011, ils sortent leur douzième album, Comment je suis devenu voyageur. S'ensuit une tournée d'un an et demi, baptisée La Fabrique à chanson. Avec un décor imposant, sorte de grue amovible à souhait, et orienté autour du thème du voyage, des oiseaux et des cartes postales, la tournée des Ogres sillonne la France jusqu'en décembre 2012.  Accompagnée d'un blog, Sur la route, où le groupe publie régulièrement des articles relatant leurs concerts, cette tournée s'achève avec la publication d'un DVD/album intitulé La Fabrique à chansons.
Début 2019, le groupe annonce la sortie d'un nouvel album pour le 15 mars : Amours grises et Colères rouges.

### Les Ogres à 5! (depuis 2022)
Après avoir parfois accompagné ses frères et sœurs, que ce soit sur scène lors du concert des 10 ans ou sur album en tant que batteur sur l'album Comment je suis devenu voyageur par exemple, Léo, le plus jeune frère de la famille Burguière,  rejoint les Ogres pour la tournée 2022. En 2025, ils produisent avec La Rue Ketanou une tournée et un disque intitulé Tout en commun fusionnant les répertoires des deux groupes,.

## Pitt Ocha
Avec l'arrivée de leurs premiers enfants, les Ogres commencent à composer des chansons pour enfants qui se concrétisent par la sortie d'un album en 2003 : La Pittoresque Histoire de Pitt'ocha. Malgré les avertissements des professionnels du disque pour enfants qui avaient prévenu le groupe que le marché était saturé, ce premier album jeunesse rencontre un grand succès avec plus de cent quarante mille exemplaires vendus. À cette occasion, le groupe s'engage auprès de l'ONG Handicap International en reversant à l'association un euro pour chaque album vendu.

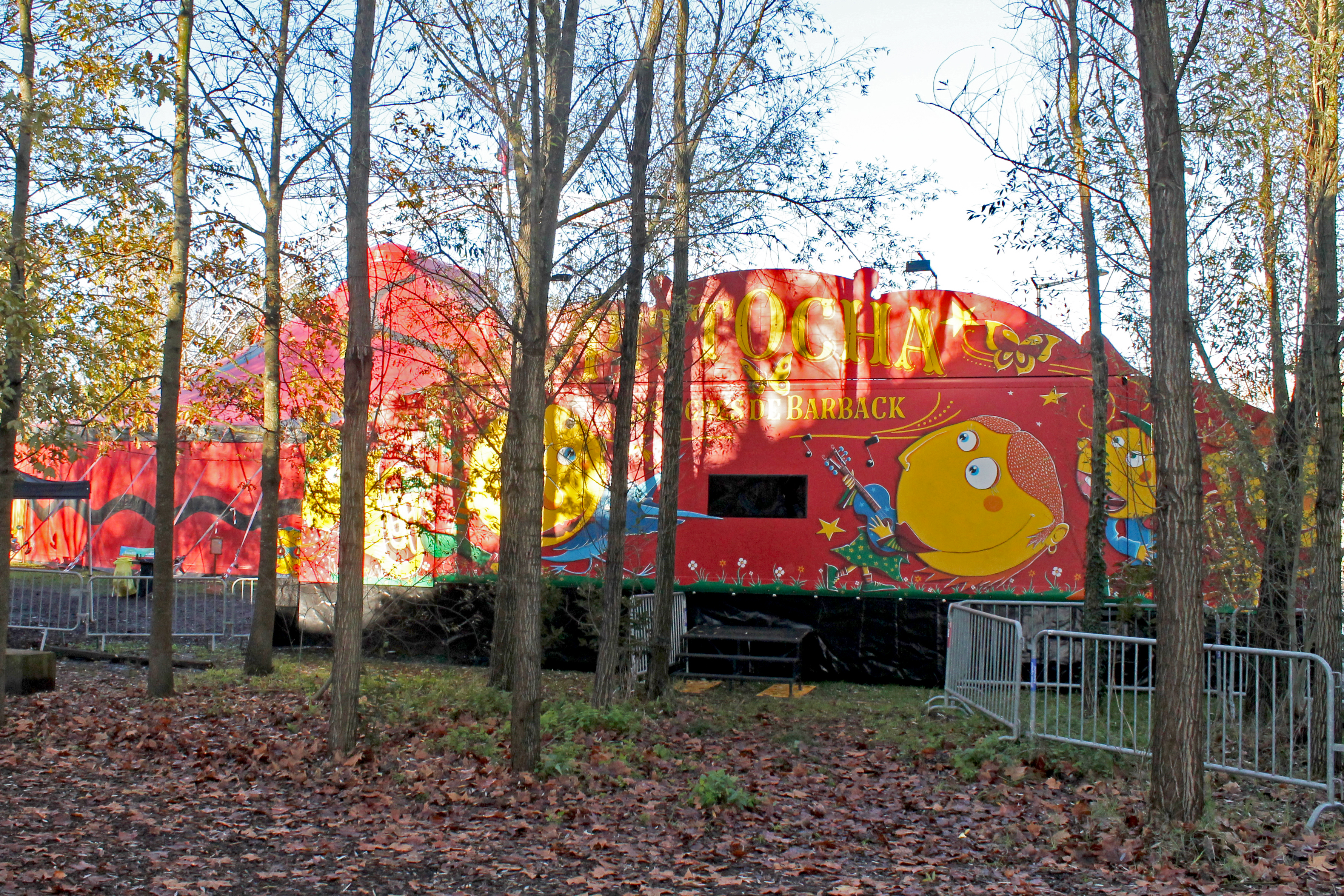
Entrée du chapiteau de Pitt Ocha

Pour La Pittoresque Histoire de Pitt Ocha, le groupe s'entoure d'artistes tels que Tryo, Les Hurlements d'Léo ou encore Pierre Perret. Les illustrations sont réalisées par les partenaires habituels des Ogres que sont Éric Fleury et Aurélia Grandin. Après avoir illustré les premiers albums du groupe, cette dernière s'est spécialisée dans la littérature jeunesse et, au cours de l'année 2003, elle publie chez Rue du monde Raymond, pêcheur d'amour et de sardines, ouvrage mis en musique par les Ogres de Barback. En 2010, ce premier épisode des aventures de Pitt Ocha bénéficie d'une nouvelle sortie sous la forme d'un livre accompagné d'un CD, destiné à mettre en valeur les illustrations dans un plus grand format.
Les aventures de Pitt Ocha se poursuivent à travers deux autres albums, toujours constitués de collaborations : Pitt Ocha au Pays des Mille Collines en 2009, puis Pitt Ocha et la Tisane de couleurs en 2013. Sur le même principe que pour le premier opus, un euro est reversé à une association pour chaque album vendu.

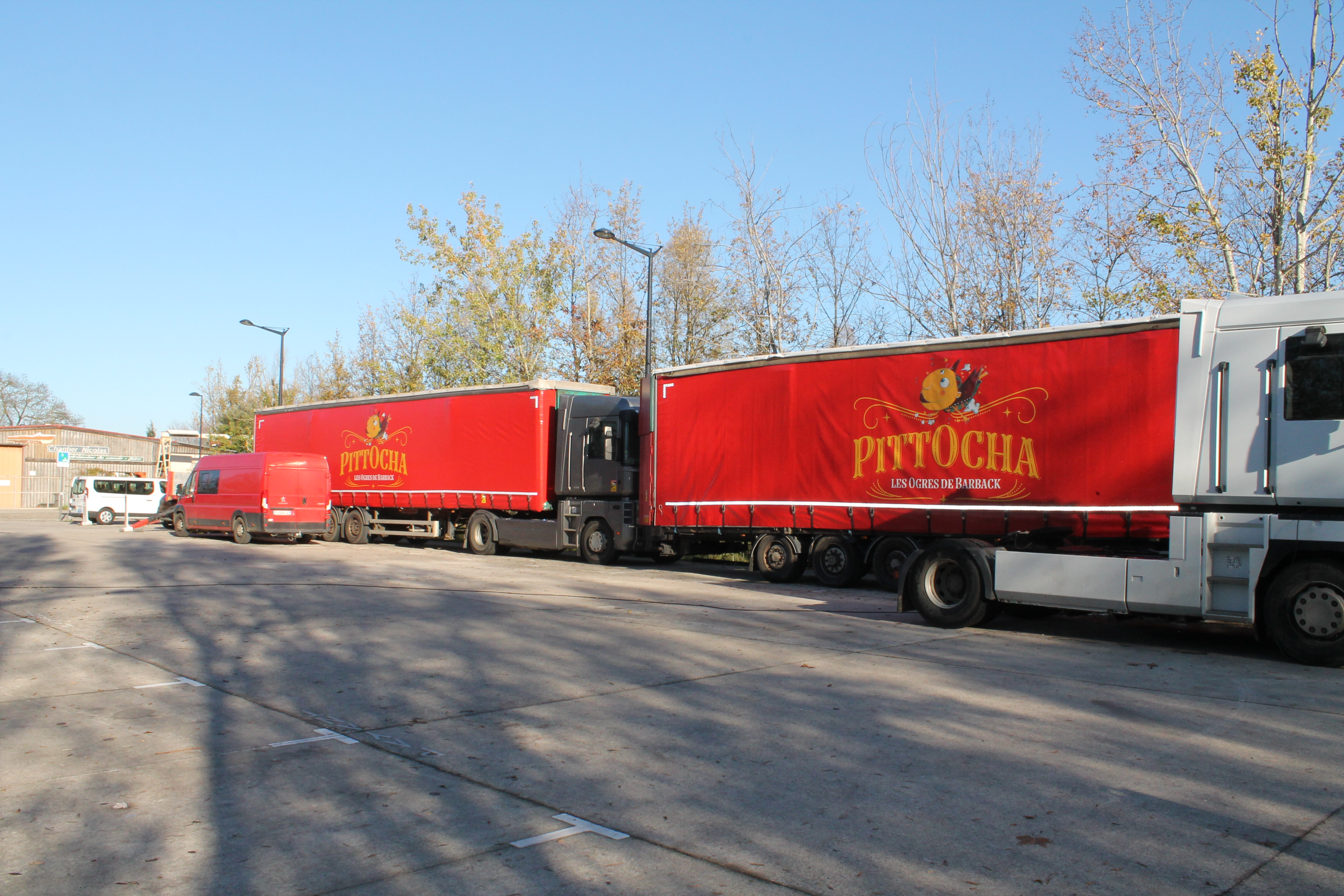
Camions de la tournée Pitt Ocha en 2023

En 2020, les trois albums de la série totalisent plus de 400 000 ventes tandis qu'un nouvel album, Pitt Ocha et le vélo à propulsion phonique, sort en 2022. 
En 2023, les albums Pitt Ocha donnent lieu à un spectacle présenté sous chapiteau, dans une scénographie de Matthieu Bony (Royal de luxe, Les Machines de l'île). La troupe s'installe à chaque étape pour plusieurs jours et se produit à plusieurs reprises devant un public pouvant atteindre 600 personnes à chaque représentation.

## Volonté d'indépendance: le label Irfan
Après avoir vendu leurs premiers disques à la fin des concerts, les Ogres de Barback sont distribués pendant quelques années par PIAS Group. Après deux ans passés dans ce schéma, le groupe décide de prendre en charge sa distribution, et en 2001, et crée le label Irfan. Le nom du label vient d'un personnage du film Le Temps des Gitans d'Emir Kusturica, nom que le groupe a déjà utilisé par le passé pour nommer son deuxième album : Irfan le héros.
D'abord hébergé à la caserne Bossut à Cergy-Pontoise, le label quitte la région parisienne à l'occasion de la fermeture du lieu en 2003,. La structure rejoint alors l'Ardèche, d'abord à Viviers puis à Alba-la-Romaine,.
Cette volonté d'indépendance se traduit en 2004 par la participation du label au projet CD1D initié avec six autres labels indépendants et qui vise à proposer aux labels de ce type une plateforme de diffusion dédiée (vente en ligne de supports physiques et de fichiers numériques sans DRM).
En 2019, le label fait vivre les quatre membres des Ogres de Barback et emploie quatre salariés.

## Collaborations
Dès ses débuts, le groupe s'affirme à travers ses nombreuses collaborations avec d'autres artistes. Ainsi, dans la chanson 3-0 (sur Terrain vague), chaque couplet évoque une série de clichés liés à une ville de France et comporte un invité différent (Sanseverino pour Paris, Fanch du groupe Matmatah pour Rennes, Les Hurlements d'Léo pour Bordeaux, les frères Amokrane de Zebda et les Fabulous Trobadors pour Toulouse, Massilia Sound System pour Marseille, La Tropa pour Lyon, Weepers Circus pour Strasbourg, et Loïc Lantoine pour Lille). Ils ont également étroitement collaboré à l'album Çui-là de Pierre Perret sorti en 2003 sur lequel ils ont participé à la musique ainsi qu'aux arrangements. Ils ont aussi joué avec Tryo sur trois chansons : La Première fois, Accordéon pour les cons et Mam'zelle Bulle (sur l'album live Tryo au Cabaret Sauvage).
Durant l'été 2016, le groupe entame une tournée avec le bal Brotto-Lopez, duo composé de Guillaume Lopez et de Cyrille Brotto, deux musiciens renommés dans les bals folk de France et d'Europe, pour une musique à la fois créative et ancrée dans la tradition languedocienne. Les deux se connaissent déjà bien (participation de Guillaume Lopez à la tournée des 20 ans des Ogres, apparitions de Sam Burguière dans les concerts du bal Brotto Lopez...) et se produisent régulièrement ensemble.
En octobre 2017, les Ogres de Barback publient l'album collaboratif Au café du canal - La Tribu de Pierre Perret constitué de reprises de chansons de Pierre Perret. L'album, qui réunit 15 titres, est le fruit de la collaboration du groupe avec de nombreux chanteurs et musiciens tels que Magyd Cherfi, Massilia Sound System, Didier Wampas, Idir, Lionel Suarez, Tryo, Olivia Ruiz,,, etc.

## Engagement
Entre septembre 2006 et mai 2007, les Ogres organisent une tournée sous les chapiteaux Latcho Drom intitulée Aux Urnes Etc. Outre les concerts, cette tournée a pour but de sensibiliser le public à l'action citoyenne et aux prochaines élections présidentielles. Les concerts constituent l'un des points d’attraction principaux, mais l'essentiel du programme est constitué de débats, de projections, de discussion et d'autres animations citoyennes,.
À la veille du second tour de l'élection présidentielle française de 2007, le groupe se produit à Oyonnax et diffuse une vidéo qui fait alors partie de leur spectacle et qui est constituée d'images d'actualités, parmi lesquelles certaines incluent les deux candidats Nicolas Sarkozy et Ségolène Royal. Quelques jours après ce concert, le maire de la ville envoie un courrier au groupe dans lequel il mentionne un « incident au cours duquel le spectacle a servi de prétexte à une action de propagande politique dirigée contre l'un des candidats à l'élection présidentielle, Nicolas Sarkozy, et en faveur de son adversaire, Ségolène Royal ». Les Ogres répondent alors point par point aux récriminations du maire dans une lettre ironique diffusée en ligne.
Le 18 avril 2013, dans le cadre du débat législatif à l'Assemblée nationale au sujet de l'ouverture du mariage à tous les couples, le député Olivier Dussopt appuie son discours sur leur chanson Jérôme.

## Style et influences
Les Ogres indiquent être influencés à la fois par la chanson française (Georges Brassens, Renaud, Pierre Perret...), le rock alternatif des années 1980 (Les VRP, Bérurier noir ou encore Mano Negra dont ils reprennent La Ventura sur la compilation Mano Negra Illegal...). Ils s'inspirent également de ce qu'ils nomment la « musique du voyage » et plus particulièrement la musique des pays de l’Est (Les Yeux Noirs, Bratsch et les musiques des films de Tony Gatlif ou Emir Kusturica, à qui ils doivent le nom de leur propre label : Irfan).

## Discographie

### Collaborations
- 1998 : K2R Riddim - Carnet de Roots
- 2001 : K2R Riddim - Decaphonik
- 2001 : Debout sur le Zinc - L'homme à tue-tête
- 2001 : Les Hurlements d'Léo - La Belle affaire
- 2002 : Pierre Perret - Çui-là
- 2003 : Les Hurlements d'Léo - Ouest terne
- 2005 : Tryo : Mam'zelle Bulle + La Première Fois + Accordéon pour les Cons / DVD Tryo au Cabaret Sauvage
- 2006 : Un million d'enfants [Fredo] / L'Air de rien - Luttopie
- 2007 : Dimanche soir [Fredo] / Jules - Les années douces
- 2008 : Les Saints Écrits / Les Barbeaux - No Friture
- 2008 : Pour louper l'école + La remueuse / Aldebert - Enfantillages
- 2009 : Bleus [Fredo] / Syrano - Le Goût du sans
- 2010 : La route du rom / L'Air de rien - La route du rom
- 2010 : Morphée [scie musicale, Alice] + La Petite mort [violoncelle, Alice] / La Mine de Rien - La tête allant vers
- 2011 : Je m'suis fait tout petit + Les sabots d'Hélène / Brassens chanté par Les Ogres de Barback, Debout sur le zinc, Aldebert, Agnès Bihl, Weepers Circus, Yves Jamait
- 2011 : L’hôtel de Parmes [Fredo] / La Meute Rieuse - Les yeux des fesses
- 2012 : Roumanie / La Mine de rien - Live
- 2013 : Barbara du bout des lèvres [Camille Simeray (La Meute rieuse) et Sam Burguière (Les Ogres de Barback)]
- 2013 : Les Ogres (au complet) sont invités sur un titre du livre-album Le grand bazar du groupe de rock français Weepers Circus.
- 2014 : Mélodie [Fredo] + Avec des si [violoncelle, Alice] / La Mine de Rien - Avec des si
- 2016 : Le Bal Cyrille Brotto/Guillaume Lopez - Adiu Miladiu ![47]
- 2017 : Les Ogres de Barback présentent Au café du canal par La Tribu de Pierre Perret (label : Irfan Le Label / durée : 60 min) (avec Magyd Cherfi, Massilia Sound System, Didier Wampas, Idir, Tryo, Olivia Ruiz, Mouss & Hakim, François Morel, Danyèl Waro, Loïc Lantoine, Rosemary Standley, Féfé, Christian Olivier, Benoît Morel, Alexis HK, Flavia Coelho, Eyo'nlé, Jidé Hoareau, Didier Hoareau, René Lacaille, Lionel Suarez, Lo Barrut, Alex Leitao[38],[39],[40]

## Membres
Les membres sont tous multi-instrumentistes :
- Fred Burguière — accordéon chromatique, trombone, guitares, chant, cornet à pistons, accordéon diatonique, contrebasse, grosse caisse
- Sam Burguière — violon, trompette, guitares, bugle, épinette des Vosges, accordéon
- Alice Burguière — violoncelle, contrebasse, scie musicale, trombone, chœurs, guitare, accordéon, tuba, erhu, violon
- Mathilde Burguière — piano, tuba, flûte traversière, clarinette, chœurs, guitare, accordéon, soubassophone, percussions, violoncelle

## Galerie

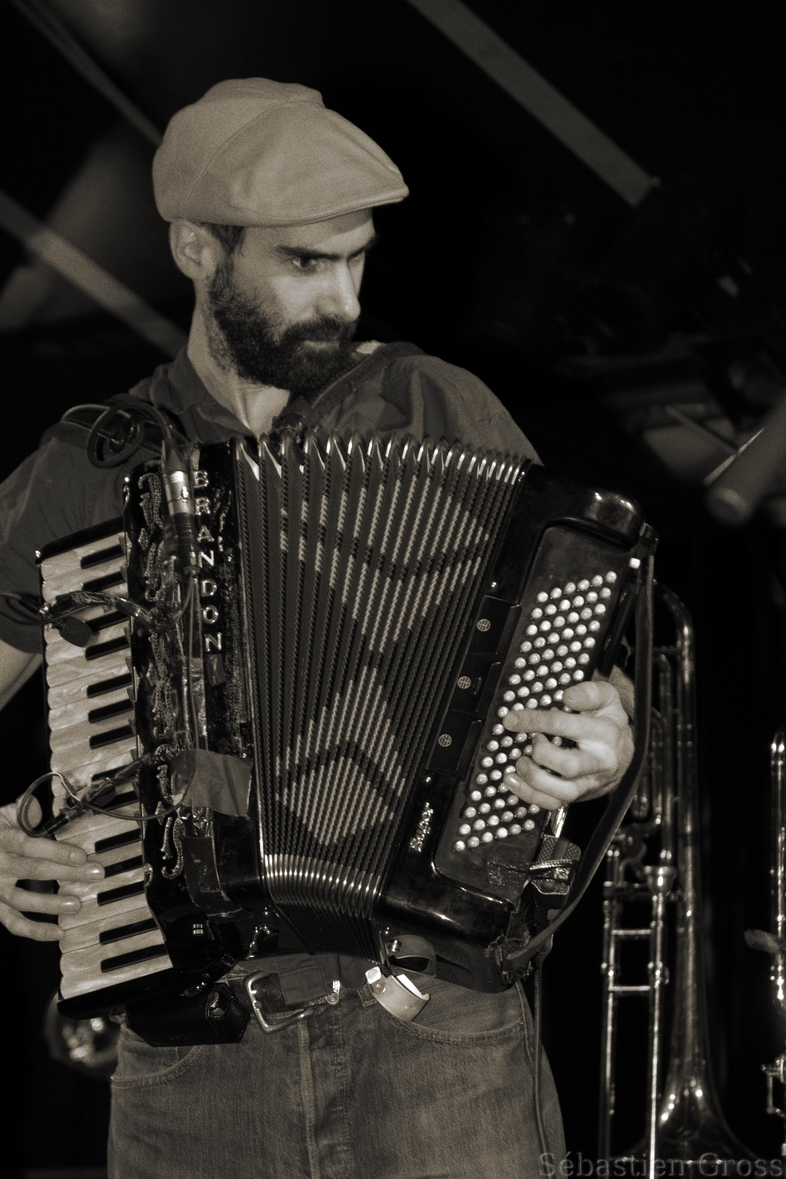
Fredo (né en 1976).
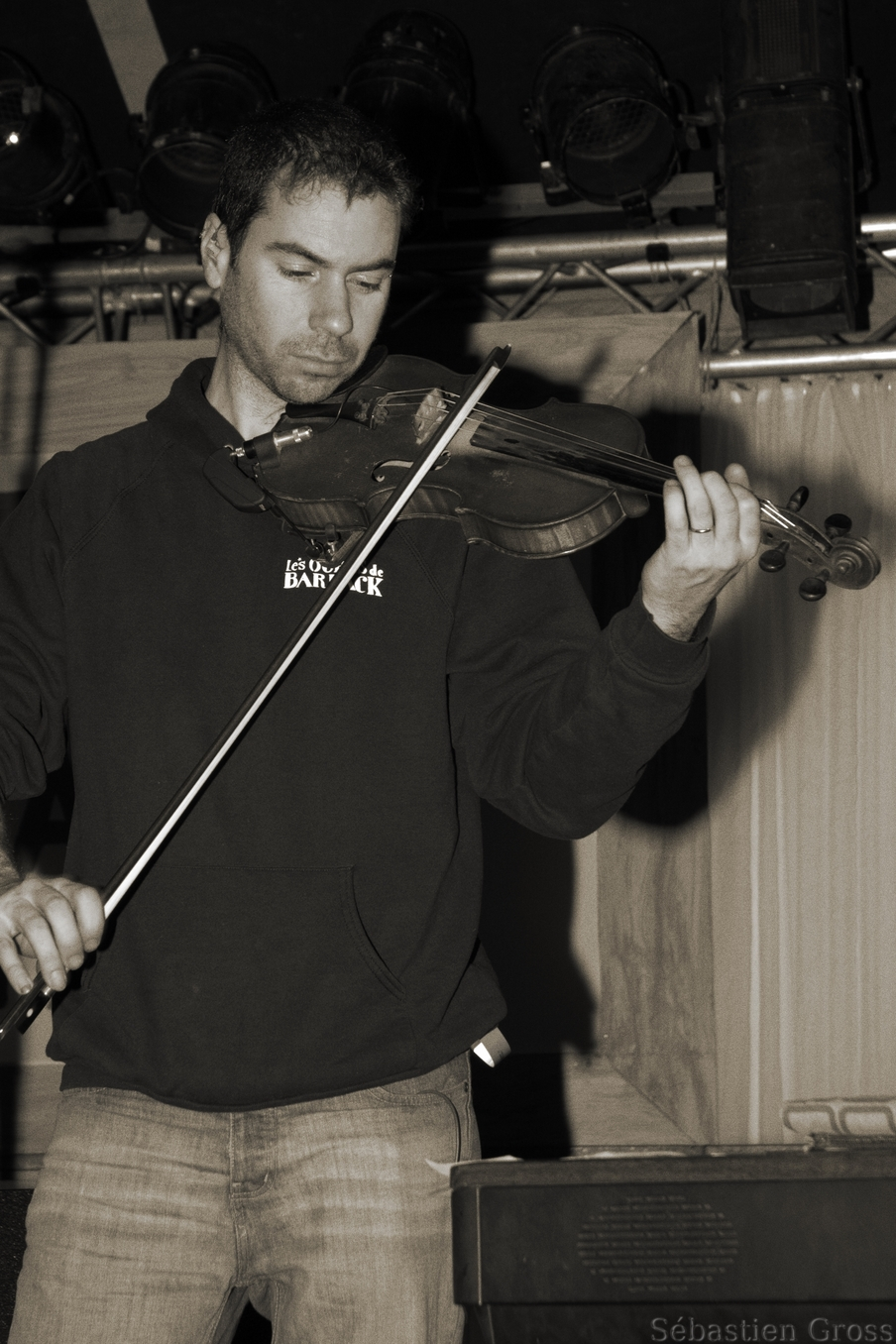
Sam (né en 1975).
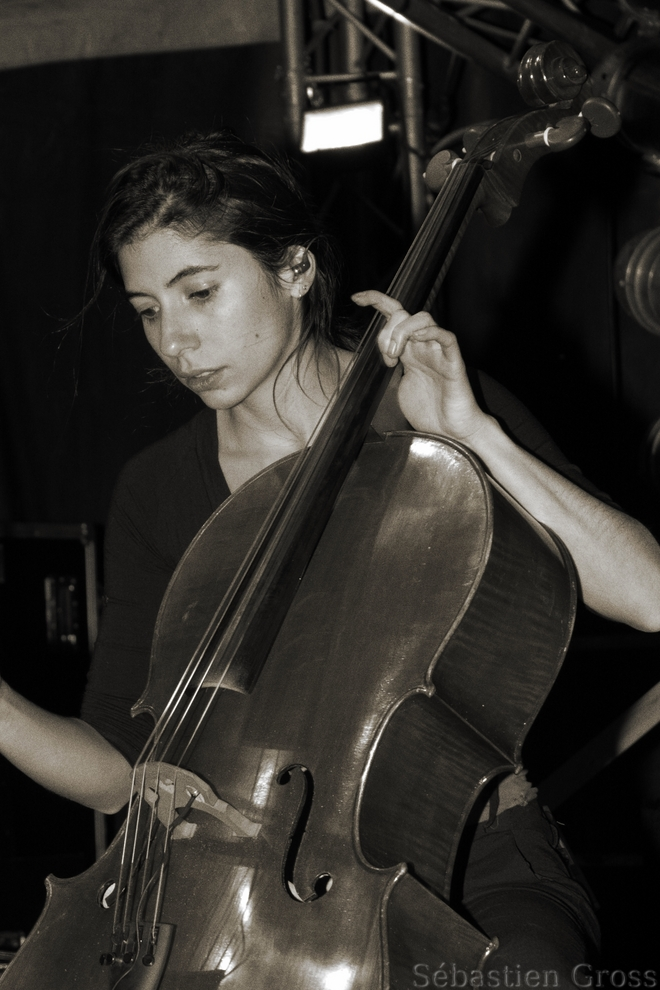
Alice (née en 1979).
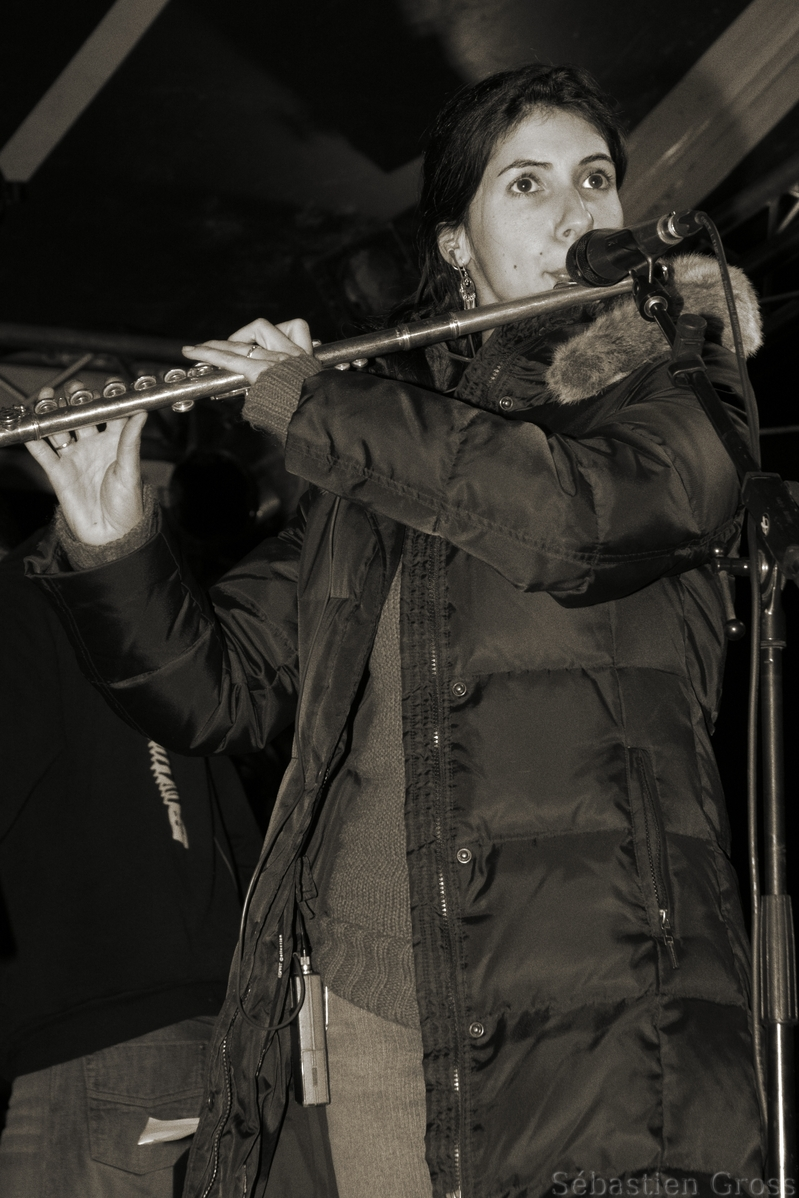
Mathilde (née en 1979).